# Gerard Coll Planas
Gerard Coll Planas (Cardedeu, Barcelona, 1980)es un sociólogo, investigador, escritor y profesor español, especializado en género, sociología de la sexualidad y estudios LGBTI.

## Biografía
Coll Planas es doctor en sociología por la Universidad Autónoma de Barcelona, profesor de la Universidad de Vic y director del Centro de Estudios Interdisciplinarios de Género.
Ha sido coordinador de diversos proyectos, como el titulado Contra la homofobia, herramientas para las administraciones locales dependiente de la Comisión Europea que llevó a la publicación del libro blanco europeo contra la homofobia.

## Obra
El trabajo de Coll Planas explora diversas facetas de la realidad LGBTI, desde el acoso escolar y la violencia estructural sufrida por sus miembros, hasta aspectos relativos a la construcción social de la identidad de género y sexual, así como la capacidad de agencia de las personas no-heterosexuales para definir su propia identidad.
De esta manera, apoyándose tanto en la teoría queer como en casos reales, reflexiona sobre qué es lo que define la transexualidad o qué diferencia existe entre un cambio de sexo y una simple intervención de cirugía estética. También delibera sobre si existe un continuo entre la orientación sexual y la identidad de género, si es posible delimitar la frontera entre, por ejemplo, los gais afeminados y las mujeres trans, y cuál es el papel que juegan la sociedad, la política, la economía o la voluntad individual en estas cuestiones.
Por otra parte, su obra explora igualmente la relación que tienen con su cuerpo las mujeres que han sido diagnosticadas con cáncer de mama.

### Libros
- Dibujando el género (2013).[11]

- La carne y la metáfora (2012).[8]

- La voluntad y el deseo (2010).[9]

- El género desordenado (2010).[12]

### Publicaciones destacadas
- La identidad en disputa: Conflictos alrededor de la construcción de la transexualidad. Papers: revista de sociología, 2015.

- La cicatriz (in)visible. La representación del cuerpo en blogs de mujeres con cáncer de mama. Política y sociedad, 2015.

- Compartir la enfermedad en línea: narrativas de restitución y búsqueda en blogs de mujeres con cáncer de mama. Revista de estudios de comunicación, 2015.

- "Me quedaré con lo positivo": análisis de blogs de mujeres con cáncer de mama. Aloma: revista de psicologia, ciències de l'educació i de l'esport, 2014.

- “Me gustaría ser militar”: Reproducción de la masculinidad hegemónica en la patologización de la transexualidad. Prisma Social: revista de investigación social, 2014.

- Se_nos gener@ mujeres La construcción discursiva del pecho femenino en el ámbito médico. Athenea Digital: revista de pensamiento e investigación social, 2013.

- Dibujando el género. Norte de Salud Mental, 2013.

- La puesta en práctica de la interseccionalidad política: el caso de las políticas LGTB en Cataluña. Revista española de ciencia política, 2013.

- La patologización y propuestas de la transexualidad: reflexiones críticas. Norte de Salud Mental, 2010.

- Regenerar la perspectiva de gènere. Barcelona Societat: revista d'informació i estudis socials, 2009.

- Homosexuals, bolleres i rarets: posicions polítiques en el moviment lèsbic i gai. Athenea Digital: revista de pensamiento e investigación social, 2008.

- Cuestiones sin resolver en la Ley integral de medidas contra la violencia de género: las distinciones entre sexo y género, y entre violencia y agresión. Papers: revista de sociología, 2008.